# William Herbert (6e comte de Pembroke)
Pour les articles homonymes, voir William Herbert et Herbert.
William Herbert, 6e comte de Pembroke, 3e comte de Montgomery (c 1641 - 8 juillet 1674) est un homme politique anglais.

## Biographie
Élevé dans le Wiltshire à Wilton House, il est le fils de Philip Herbert (5e comte de Pembroke) de son mariage avec Penelope Naunton, fille de Robert Naunton (en), Secrétaire d'État auprès du roi Jacques Ier et de Penelope Perrot, fille de Thomas Perrot et de Dorothy Devereux (devenue comtesse de Northumberland), dont les parents sont le célèbre comte d’Essex et Lettice Knollys.
Sa mère est morte avant 1647, alors qu'il est petit.
En septembre 1658, il obtient un laissez-passer pour voyager à l'étranger. Il est député de Glamorgan entre 1661 et son accession à la Chambre des lords en 1669. Après son arrivée dans les grands domaines de son père, notamment dans le Wiltshire et au Pays de Galles, Pembroke est réputé exercer une influence électorale déterminante dans de nombreux endroits. Cependant, le Parlement Cavalier s'étendant de 1661 à 1679, il a peu d'occasions d'exercer cette influence directement lors des élections à la Chambre des communes. De 1665 à 1674, il est Custos Rotulorum du Wiltshire.
Il meurt célibataire le 8 juillet 1674; son frère, Philip Herbert (7e comte de Pembroke), lui succède et est connu sous le nom de "infâme comte", en raison de sa fréquente folie meurtrière.